# Xevious (серия игр)
Xevious — серия видеоигр в жанре вертикального скролл-шутера, разработанная компанией Namco. Первая игра серии, Xevious, была разработана Масанобу Эндо (Masanobu Endō) и выпущена в виде аркадного игрового автомата в 1982 году. Она стала одним из первых вертикальных скролл-шутеров и оказала существенное влияние на развитие этого жанра. Впоследствии игра была портирована на ряд домашних систем и получила несколько продолжений и переизданий, а также подражаний.

## Игровой процесс
Особенностью игрового процесса является наличие наземных и воздушных целей, для уничтожения которых используются разные кнопки. Эта концепция впоследствии применялась в ряде других игр, включая игры серии TwinBee и Dragon Spirit, но во многих более поздних играх жанра концепция двух видов оружия не использовалась и все цели уничтожались одним видом оружия.

## Игры серии
- Xevious (1982)
- Super Xevious (1984)
- Super Xevious: GAMP no Nazo (1986)
- Xevious: Fardraut Saga (1988) — разработана Compile
- Xevious: Fardraut Densetsu (1990) — разработана Compile
- Solvalou (1991) — использовала трёхмерную полигональную графику и вид от первого лица
- Xevious 3D/G (1995) — вертикальный скролл-шутер с трёхмерной графикой
- Xevious Arrangement (1995) — ремейк оригинальной игры с новыми уровнями и улучшенной графикой и музыкой, был выпущен в составе сборника Namco Classic Collection Vol. 1
- Xevious Resurrection

### Спин-оффы
- Grodba (1984) — игра с одним из противников в качестве героя